# NGC 6552
NGC 6552 est une galaxie spirale barrée située dans la constellation du Dragon. Sa vitesse par rapport au fond diffus cosmologique est de 7 870 ± 25 km/s, ce qui correspond à une distance de Hubble de 116,1 ± 8,1 Mpc (∼379 millions d'al). NGC 6552 a été découverte par l'astronome prussien Heinrich d'Arrest en 1866.
NGC 6552 est une galaxie active de type Seyfert 2.
NGC 6552 est visuellement située près de NGC 6543, la nébuleuse de l'Œil de Chat, à environ 10 arcmin à l'ouest de cette dernière. Elle se situe également près du Pôle de l'écliptique boréal (Nord).

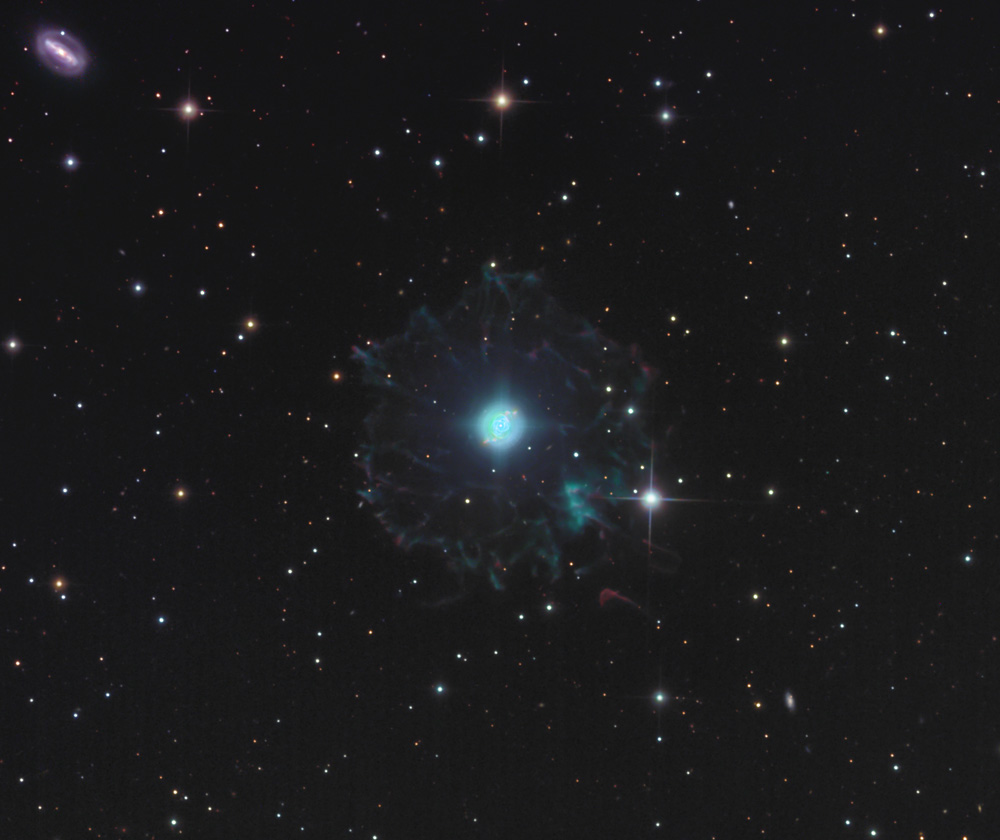
La nébuleuse de l'Œil de Chat. NGC 6552 apparait dans le coin supérieur gauche de l'image.

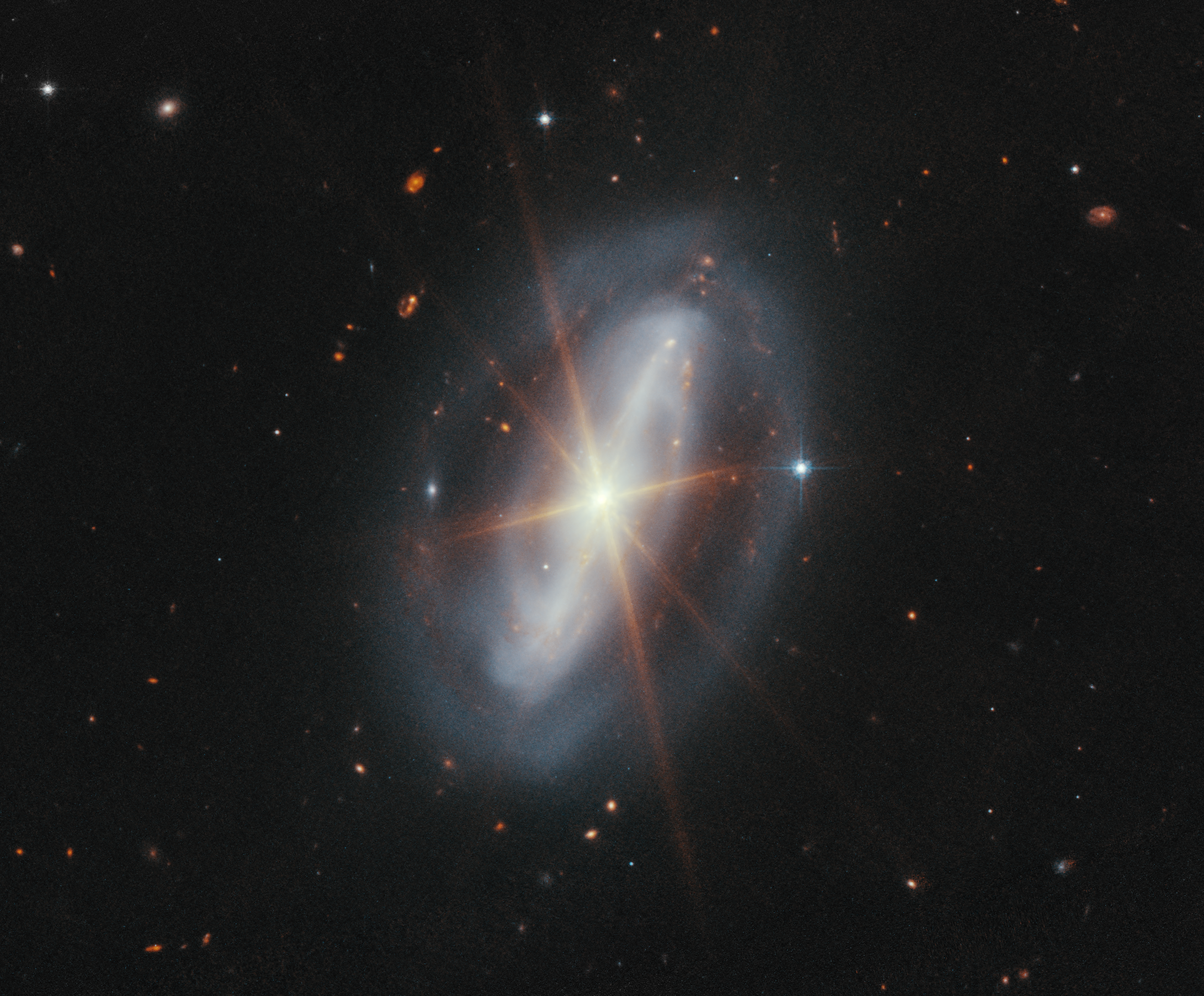
NGC 6552 vue par le télescope spatial James-Webb (JWST).

## Trou noir
NGC 6552 renferme un trou noir supermassif d'une masse comprise entre 0,8 et 8 millions de masses solaires.